# Nagy Gábor (színművész)
Nagy Gábor (Budapest, 1949. május 25. –) Jászai Mari-díjas magyar színész, a Turay Ida Színház örökös tagja.

## Életpályája
Művészi hajlamát grafikus édesapjától, Nagy Zoltán (1916–1987) bélyeg- és bankjegytervezőtől örökölte, aki a régi magyar forint bankjegyek egyik metszője volt.
1972-ben végzett a Színház- és Filmművészeti Főiskolán. Főiskolásként kapta első filmes szerepét. Fabrícius Antalt alakította a Zsurzs Éva rendezésében 1971-ben készült A fekete város című tévéfilmsorozatban. Keleti Márton 1972-ben készítette el Huszka Jenő: Bob herceg című operettjének tévéfilmváltozatát, amelyben a címszereplőt játszotta. Később Mészáros Márta és Fábri Zoltán által a Szabad lélegzet és Az ötödik pecsét című filmekben jutott komoly feladathoz. A főiskola elvégzése után lett a Vígszínház tagja. 1980-ban a szolnoki Szigligeti Színház társulatához került. Öt évad után lett a Thália Színház, a későbbi Arizona Színház tagja, 1997-ben pedig a Soproni Petőfi Színházhoz szerződött, ahol 2023-ig játszott. A Turay Ida Színház társulatának szintén a tagja.
Első felesége Pongor Ildikó balettművész, leányuk: Borbála. Második házasságából is egy leánya született.
Szabadidejében teniszezik és lovagol, népművészeti tárgyakat gyűjt.

## Színpadi szerepei
A Színházi adattárban regisztrált bemutatóinak száma: 172; ugyanitt negyvenhat színházi felvételen is látható.
- Szakonyi Károly: Adáshiba....Imrus
- William Shakespeare: Hamlet....Laertes
- Friedrich Schiller: Ármány és szerelem....Ferdinánd
- Csurka István: Döglött aknák....Orvos
- Móricz Zsigmond: Légy jó mindhalálig....Igazgató
- Shakespeare: Vízkereszt vagy amit akartok....Valentino
- Száraz György: A nagyszerű halál....Dőry báró
- Beaumarchais: Figaro házassága....Almaviva gróf
- Luigi Pirandello: IV. Henrik....Belcredi
- Lope de Vega: A magyarországi fenevad....Felipe
- Shakespeare: Lóvá tett lovagok....Bunkó
- Molnár Ferenc: Doktor úr....Csathó fogalmazó
- Shakespeare: Antonius és Kleopátra....Octavius Ceasar
- Molière: Tudós nők....Aristie
- Jean Anouilh: Becket avagy Isten becsülete....A bíboros
- Moretti: Három majom a pohárban....Gile doktor
- Szép Ernő: Május....Öngyilkos
- Neil Simon: A különterem....Claude
- Henrik Ibsen: A tenger asszonya....Lyngstrand
- Fejes Endre: Rozsdatemető....Sápadt Béla
- Kálmán Imre: A Montmartre-i ibolya....Rotschild báró
- Arthur Miller: Az ügynök halála....Charley
- Harsányi: A bolond Ásvayné....Pataki András
- Hernádi Gyula: Csillagszóró....Jézus
- Kodály Zoltán: Háry János....Burkus silbak
- Schnitzler: Beláthatatlan táj....Dr. Mauer
- Örkény István: Tóték....Postás
- Kaufman: Egerek és emberek....Carlson
- Molnár Ferenc: A hattyú....Caesar, udvarmester
- Páskándi Géza: A hazáért és a szabadságért (Hommage a II. Rákóczi Ferenc)....Fiatal paraszt
- Paul Pörtner: Hajmeresztő....Edward Lawrence, régiségkereskedő
- Jókai Mór: A kőszívű ember fiai....Tormándy
- Békeffi István–Lajtai Lajos: A régi nyár....Báró Jankovits János
- Ödön von Horváth: A végítélet napja....Nyomozó
- George Bernard Shaw: Az ördög cimborája....Swindon őrnagy
- Katona József: Bánk bán....II. Endre
- Huszka Jenő: Bob herceg....Tom apó
- Topolcsányi Laura: Segítség, én vagyok a feleségem!....Sándor, Gézáék házibarátja
- Topolcsányi Laura: Szellem a spájzban....Márton, Katona unokája, 40 körüli jóképű fiatalember
- Zerkovitz Béla: Csókos asszony....Henteslegény és Little Vics
- Csongor és Tünde – „Az pogány kúnok idejéből”
- Mr.Baltimore: Floridai öröklakás eladó
- Neil Simon: Furcsa pár....Speed
- August Strindberg: Hitelezők
- Rideg Sándor: Indul a bakterház....Zenész
- Benedek Elek: Többsincs királyfi....Absolon király
- Huszka Jenő: Lili bárónő....Becsei
- Nóti Károly: Maga lesz a férjem....Pincér
- Jacques Deval: Tovaris
- Richard Rodgers: A muzsika hangja....Franz
- Kellér Dezső–Horváth Jenő–Szenes Iván: A szabin nők elrablása....Kobak
- Moravetz Levente–Venczel Péter: Ali baba és/vagy negyven rabló....Fü Ged Dzsin
- Francis Veber: Balfácánt vacsorára....Cheval
- Kálmán Imre: Cigányprímás....Mr. Baltimore
- Márai Sándor: Kaland....Dr. Szekeres
- Karl Wittlinger: Ismeri a Tejutat?....Orvos
- Dale Wassermann: Kakukkfészek....Dr. Spivey
- Ifj. Alexandre Dumas: Kaméliás hölgy....Varville gróf
- Mitch Leigh–Joe Darion–Dale Wassermann: La Mancha lovagja....Nemes úr

### Rendezései
- Georges Feydeau: Tragikus hirtelenséggel

## Filmjei
| - Staféta (1971) - Végre, hétfő! (1971) - Harminckét nevem volt (1972) - Csínom Palkó (1973) - Szabad lélegzet (1973) - Kopjások (1975) - Déryné, hol van? (1975) - Fekete gyémántok I–II. (1976) - Az ötödik pecsét (1976) - Defekt (1977) - Teketória (1977) - Kísértés (1977) - A csillagszemű I–II. (1977) - Dóra jelenti (1978) - Sókirályfi menyasszonya (1983) - Mata Hari (1985) - Első kétszáz évem (1986) - Napló szerelmeimnek (1987) - Napló apámnak, anyámnak (1990) - Hoppá (1993) - Túl az életen (1997) - Üvegfal (2005) - Valami madarak (2023) | - A fekete város 1–7. (1971) - Egy óra múlva itt vagyok (1971) - Bob herceg (1972) - A medikus (1974) - Csontváry (1975) - Zendül az osztály (1975) - A lőcsei fehér asszony (1977) - Császárlátogatás (1977) - Fogságom naplója (1977) - Az ünnepelt (1978) - Viszontlátásra, drága (1978) - Küszöbök (1978) - IV. Henrik király (1980) - Családi kör (1980) - Tündér Lala (1981) - Három szabólegények (1982) - A béke szigete (1983) - Mint oldott kéve 1–7. (1983) - A Klapka légió (1983) - Gyalogbéka (1983) - Egy szerelem három éjszakája (1986) - Szomszédok (1989) - Freytág testvérek (1989) |

## Szinkron

### Sorozatok
- A Bádogember: Ahamo – Ted Whittall
- A klinika: Dr. Udo Brinkmann – Sascha Hehn
- Álomhajó: Chefstewart Victor – Sascha Hehn
- Bankok Hilton: Richard Carlisle – Hugo Weaving
- Carnivale – A vándorcirkusz: Henry „Hack” Scudder – John Savage
- Dr. Csont: Max Keenan – Ryan O’Neal
- Halló, halló!: Herr Otto Flick – Richard Gibson/ David Janson
- Tiltott szerelem: Esteban Itriago – Manuel Escolano

### Filmek
- Anne Frank naplója (1959): Peter Van Daan (Richard Beymer)
- Az ördög jobb és bal keze (1970): Mortimer (Dominico Barto)
- Ég és föld között (1987): Tom, galériatulajdonos – Eric Helland

## Hangjátékok
- Enyedy György: A tréfás kedvű hóember (1973)
- Szakonyi Károly: Adáshiba (1975)
- Hamupipőke (1983) .... Királyfi
- Örkény István: Rózsakiállítás (2014)

## Díjai
- Jászai Mari-díj (2025)[3]